# 鳥羽藩
鳥羽藩（とばはん）は、志摩国答志郡（現在の三重県鳥羽市鳥羽）に存在した藩。藩庁は鳥羽城に置かれた。

## 藩史
織田信長に仕え、当時最強と言われた毛利水軍をわずか数隻の鉄甲船で打ち破ったことで有名な織田水軍の将・九鬼嘉隆を藩祖とする。慶長5年（1600年）嘉隆は西軍に、子の九鬼守隆は東軍に与して関ヶ原の戦いを戦った。これは、父子対立というよりはどちらが勝利しても九鬼家が存続できるように嘉隆が図ったものと言われている。しかし守隆は戦後、父の助命を徳川家康に嘆願して認められていたが、それを報せる前に嘉隆は自害した。
守隆は戦後に2万石を加増され、大坂の陣でも戦功により1,000石を加増されて5万6,000石の大名となった。寛永9年（1632年）に守隆が死去すると家督争いが起こり、幕府の介入の結果、家督は守隆の五男の九鬼久隆が継いで摂津三田藩へ移封、三男の九鬼隆季が丹後綾部藩に2万石で移封となり、九鬼氏は分裂させられた上、基盤となる水軍をも失った。
翌年、常陸国内で2万石を領していた内藤忠重が3万5,000石で入る。この内藤氏は内藤清長の一族で、その分家筋である。忠重の後、内藤忠政、そして内藤忠勝と継がれたが、延宝8年（1680年）に忠勝は芝増上寺において第4代将軍徳川家綱の法会の席上で、私情から永井尚長を殺害したために切腹・改易となり、鳥羽藩はその後8か月は幕府直轄地となった。ちなみに忠勝は、後に松の廊下刃傷事件を起こした播磨赤穂藩主浅野長矩の叔父に当たる。
翌天和元年（1681年）、下総古河藩から土井利益が7万石で入る。しかし元禄4年（1691年）、肥前唐津藩へ移封となる。入れ替わりで松平乗邑が6万石で入るが、これも宝永7年（1710年）に伊勢亀山藩へ移封となる。入れ替わりで板倉重治が5万石で入るが、これも享保2年（1717年）、再び亀山へ移封となる。代わって山城国淀藩から松平光慈が7万石で入るが、これも享保10年（1725年）に信濃松本藩へ、というように藩主家が安定しなかった。
稲垣昭賢が下野烏山藩から3万石で入り、ようやく藩主家が定着した。その後稲垣氏は8代にわたって鳥羽を支配した。
幕末には幕府から黒船来航への対策として津藩とともに伊勢神宮と伊雑宮の防衛を命じられ、志摩地方の沿岸部には次々と台場が築かれ大砲が設置された。安乗崎の日和山台場に設置されていた鉄製砲身（全長171cm、胴回りの最大部118cm）には、藩主稲垣家の家紋である抱茗荷の浮彫が入れられており、安乗神社に保存され志摩市指定有形文化財になっている。
鳥羽・伏見の戦いの際には藩兵が戦闘に参加し、藩主の稲垣長行も江戸滞在中であったため新政府軍による討伐の可能性が浮上するが、長行の謹慎と部隊長らの永禁錮、軍資金1万5,000両などを引換に宥免された。明治4年（1871年）の廃藩置県で鳥羽藩は廃藩となって鳥羽県、さらに度会県を経て三重県に編入された。

## 歴代藩主

### 九鬼家
3万5000石→5万5000石→5万6000石 外様
1. 九鬼守隆（もりたか） 従五位下 長門守
2. 九鬼久隆（ひさたか） 従五位下 大和守：相続と同時に摂津国三田藩へと転封

### 内藤家
3万5000石 譜代
1. 内藤忠重（ただしげ） 従五位下 志摩守
2. 内藤忠政（ただまさ） 従五位下 飛騨守
3. 内藤忠勝（ただかつ） 従五位下 和泉守：延宝8年（1680年）に改易

### 幕領
一時的に幕府が管理。

### 土井家
7万石 譜代
1. 土井利益（とします） 従五位下 周防守：下総国古河藩より入封・肥前国唐津藩へ転封

### 松平（大給）家
6万石 譜代
1. 松平乗邑（のりさと） 従四位下 和泉守、侍従：肥前国唐津藩より入封・伊勢国亀山藩へ転封

### 板倉家
5万石 譜代
1. 板倉重治（しげはる） 従四位下 近江守：伊勢国亀山藩より入封・同藩へ転封

### 松平（戸田）家
7万石 譜代
1. 松平光慈（みつちか） 従五位下 丹波守：山城国淀藩より入封・信濃国松本藩へ転封

### 稲垣家
3万石 譜代
1. 稲垣昭賢（てるかた） 従五位下 信濃守：下野国烏山藩より入封
2. 稲垣昭央（てるなか） 従五位下 対馬守
3. 稲垣長以（ながもち） 従五位下 摂津守
4. 稲垣長続（ながつぐ） 従五位下 対馬守
5. 稲垣長剛（ながかた） 従五位下 対馬守
6. 稲垣長明（ながあき） 従五位下 摂津守
7. 稲垣長行（ながゆき） 従五位下 摂津守
8. 稲垣長敬（ながひろ） 従五位下 対馬守

## 幕末の領地
- 志摩国一円
  - 答志郡 - 37村

鳥羽村 (398石3斗1升2合0勺1才2撮)・堅神村 (332石3斗8升4合0勺0才3撮)・小浜村 (109石5斗8升3合0勺0才0撮)・桃取村 (240石2斗2升9合0勺0才4撮)・答志村 (357石3斗9升9合9勺9才4撮)・神島村 (10石6斗6升0合0勺0才0撮)・菅島村 (104石4斗8升0合0勺0才3撮)・坂手村 (74石9斗0升4合9勺9才9撮)・安楽島村 (592石3斗0升7合0勺0才7撮)・浦村 (565石8斗9升5合0勺2才0撮)・石鏡村 (98石5斗7升4合9勺9才7撮)・国崎村 (168石0斗5升9合0勺0才6撮)・相差村 (880石5斗6升7合9勺9才3撮)・畔蛸村 (117石4斗0升7合9勺9才7撮)・千賀村 (51石4斗3升2合9勺9才9撮)・堅子村 (58石4斗8升7合0勺0才0撮)・的矢村(264石3斗8升0合0勺0才5撮)・三ヶ所村 (227石4斗4升0合9勺9才4撮)・渡鹿野村 (69石2斗3升4合0勺0才1撮)・安乗村 (314石0斗8升0合9勺9才4撮)・国府村 (1411石2斗6升6合9勺6才8撮)・船津村 (361石2斗6升6合9勺9才8撮)・河内村 (213石5斗8升7合9勺9才7撮)・岩倉村 (550石7斗7升0合9勺9才6撮)・松尾村 (471石6斗2升7合9勺9才1撮)・白木村 (135石5斗9升8合0勺0才7撮)・五知村 (266石1斗9升0合0勺0才2撮)・沓掛村 (192石1斗8升8合0勺0才4撮)・山田村 (400石4斗5升1合9勺9才6撮)・上之郷村 (41石5斗1升4合9勺9才9撮)・恵利原村 (766石4斗9升9合0勺2才3撮)・築地村 (509石1斗8升4合9勺9才8撮)・迫間村 (594石8斗4升1合9勺8才0撮)・穴川村 (615石6斗4升5合9勺9才6撮)・下之郷村 (594石2斗6升2合0勺2才4撮)・飯浜村 (338石5斗3升1合0勺0才6撮)・坂崎村 (403石8斗2升2合9勺9才8撮)	
- - 英虞郡 - 19村

鵜方村 (1151石8斗3升9合9勺6才6撮)・神明浦村 (352石6斗3升1合9勺8才9撮)・立神村 (782石8斗7升7合0勺1才4撮)・甲賀村 (1317石5斗8升7合0勺3才6撮)・志島村 (225石4斗3升8合0勺0才4撮)・畔名村 (84石4斗8升3合0勺0才2撮)・名田村 (134石3斗0升4合0勺0才1撮)・迫子村 (284石1斗0升9合9勺8才5撮)・塩屋村 (111石6斗9升2合0勺0才1撮)・檜山路村 (82石6斗5升1合0勺0才1撮)・南張村 (566石5斗1升7合0勺2才9撮)・浜島村 (370石4斗6升8合9勺9才4撮)・波切村 (650石4斗5升8合9勺8才4撮)・船越村 (246石6斗7升5合9勺9才5撮)・片田村 (589石4斗6升5合0勺2才7撮)・布施田村 (367石4斗8升0合9勺8才8撮)・和具村 (551石1斗7升7合9勺7才9撮)・越賀村 (477石1斗5升6合0勺0才6撮)・御座村 (185石1斗5升6合9勺9才8撮)		
- 伊勢国
  - 飯野郡のうち - 8村

横地村 (431石2斗2升1合0勺0才8撮)・稲木村 (802石2斗2升6合9勺9才0撮)・伊勢場村 (376石1斗4升4合9勺8才9撮)・法田村 (435石3斗5升6合9勺9才5撮)・御麻生園村 (534石3斗5升9合0勺0才9撮)・庄村 (741石1斗4升0合0勺1才5撮)・阿波曾村 (572石8斗5升4合0勺0才4撮)・射和村 (601石8斗6升9合9勺9才5撮)		
- - 多気郡のうち - 4村

坂本村 (579石1斗5升3合0勺1才5撮)・中海村 (157石2斗0升5合0勺0才2撮)・馬之上村 (367石3斗5升9合0勺0才9撮)・佐田村 (1185石1斗7升5合5勺3才7撮)	
- - 度会郡のうち - 5村

小俣村 (1138石4斗8升9合9勺9才0撮)・中郡村 (432石1斗4升4合9勺8才9撮)・野依村 (233石7斗9升8合0勺0才4撮)・東大淀村 (720石6斗4升5合0勺2才0撮)・村松村 (962石3斗3升0合0勺1才7撮)		